# Wina luksemburskie
Wina luksemburskie cieszą się długą tradycją i wysoką jakością, mimo niewielkiego udziału w światowej produkcji wina.
W przeliczeniu na mieszkańca Luksemburg jest światowym liderem w spożyciu wina: 57,3 l/osobę (dane za 2004). Roczna produkcja krajowa osiągnęła wtedy 156 000 hl. Tradycyjnie w kawiarniach podaje się wino w kieliszkach o zielonej nóżce.

## Historia

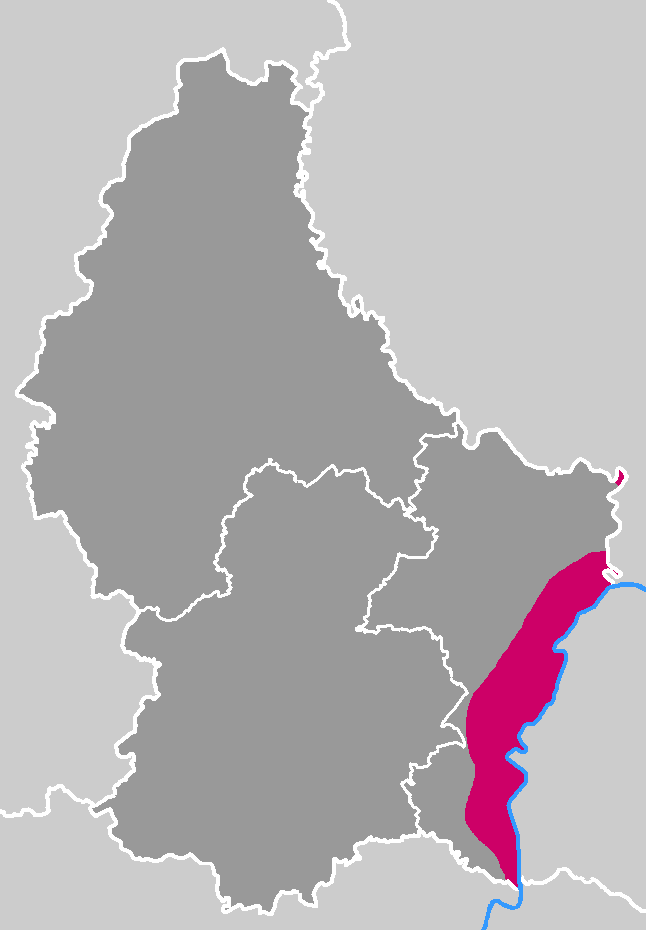
Obszar upraw winorośli w kraju

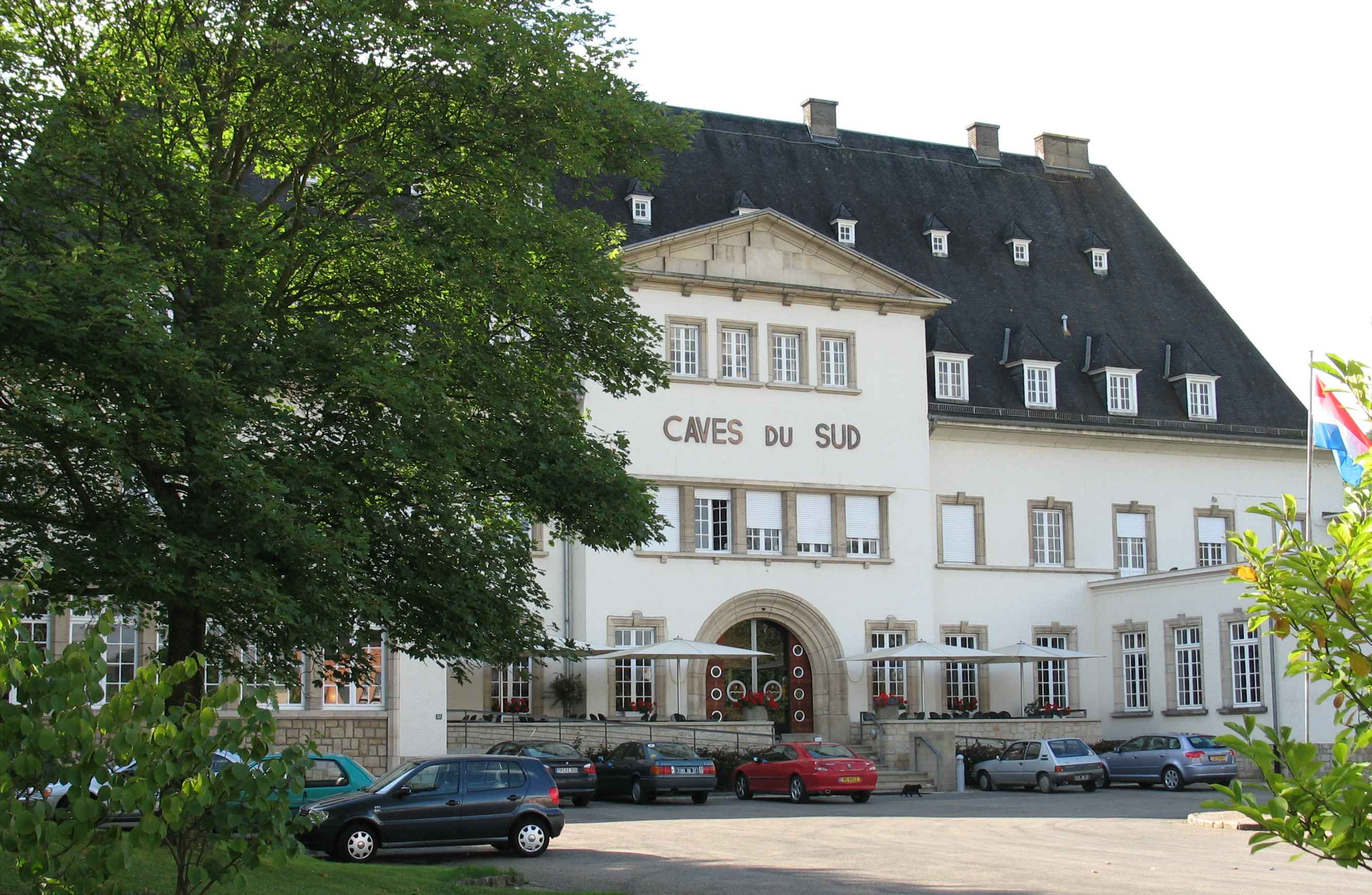
Winiarnia w Remerschen

Badania archeologiczne ujawniły składane w grobach przedmioty z VI–V w. p.n.e., zdobione motywami liści winorośli i gron. Za czasów rzymskich Luksemburg należał administracyjnie do regionu Trewiru, gdzie uprawa winorośli ma bardzo długą tradycję. Właśnie na panowanie rzymskie datuje się pierwsze winnice w Luksemburgu. W 1709 niemal wszystkie winnice przemarzły, a pod panowaniem austriackim (1717–1795) uprawa winorośli była zakazana. W 1925 założono Institut Viti-Vinocole/Weinbauinstitut (Instytut Winiarstwa) w Remich.

## Warunki uprawy
Winnice rozpościerają się 42-kilometrowym pasem na południowym wschodzie kraju, na lewym brzegu Mozeli, od Wasserbillig na północy do Schengen na południu. Szerokość pasa upraw na nadrzecznych zboczach nie przekracza pół kilometra. Prawo luksemburskie pozwala na uprawę winorośli tylko w tym pasie. Wina tu produkowane mają własną apelację, jedyną w kraju: Appellation Moselle Luxembourgoise Contrôlée. Po drugiej stronie rzeki znajdują się winnice niemieckie. Powierzchnia upraw sięga 1300 ha.
Na północy zbocza są strome i dominuje podłoże wapienne. Skały w południowej części regionu były bardziej podatne na erozję, co złagodziło rzeźbę terenu. Tamtejsze gleby są przeważnie marglowe i gliniaste.
Klimat, z wyrównanymi temperaturami, sprzyja produkcji win jakościowych. Dość wysokie jak na region winiarski są opady, średnio 725 mm rocznie.

## Szczepy winorośli
Jedna trzecia winnic jest obsadzona odmianą müller-thurgau, znaną też jako rivaner. Dziesięcioprocentowy próg przekraczają jeszcze auxerrois, riesling, pinot gris, uprawiany od czasów rzymskich elbling i pinot blanc.

## Rodzaje win
Dominują wytrawne wina białe, jednoszczepowe. Wina z północnej części kraju uchodzą za bardziej rześkie i wymagające dłuższego dojrzewania w butelce, zaś te z południowej są delikatniejsze, najlepsze do picia jako młode. Oferowane jest także wino musujące (Crémant de Luxembourg). Od 1886 do drugiej wojny światowej Eugène Mercier, jeden ze znanych producentów szampana butelkował go jako Champagne Mercier, Epernay-Luxembourg. Na niewielką skalę produkuje się wina z winogron z późnego zbioru vendange tardive (odpowiednik niemieckiego Spätlese), vin de glace albo äiswäin (Eiswein, z gron pozostawianych na krzewach do pierwszych przymrozków) i vin de paille, z podsuszanych winogron, uregulowane prawnie w 2001. Wina luksemburskie są lekkie - wiele z nich ma poziom 7-8% alkoholu.

## Klasyfikacja jakościowa

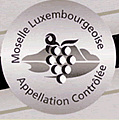
Oznaczenie apelacji Appellation Moselle Luxembourgoise Contrôlée

Wina ubiegające się o oznaczenie apelacją Appellation Moselle Luxembourgoise Contrôlée podlegają degustacji przez zespół kiperów z Institut Viti-Vinicole i analizie laboratoryjnej. Wino może uzyskać ocenę do 20 punktów, zaś do oznaczenia apelacją jest wymagane od 12 do 13,9 punktu (w zależności od szczepu winorośli). Najlepsze z nich mogą uzyskać dodatkowo jeden z predykatów: vin classé, premier cru albo grand premier cru (od 18 punktów). Wino poniżej 12 punktów może być sprzedawane jedynie jako wino stołowe (vin de table). Zespołowi Institut Viti-Vinicole zarzuca się niedostosowanie do oczekiwań odbiorców wobec wina.

## Struktura produkcji
Spółdzielnia Les Domaines de Vinsmoselle, powstała w 1966 liczy ok. 450 członków i produkuje aż 58% krajowego wina wszystkich kategorii. Poza tym istnieją 52 niezależne winiarnie.